# 小田果林
小田 果林（おだ かりん、5月14日 - ）は、日本の女性声優。千葉県出身。スタイルキューブ所属。

## 略歴
3歳上の姉の影響で、アニメ・漫画好きになり、声優という仕事が存在することもその姉から教えてもらった。演技を勉強するために大学は日本大学芸術学部で演劇を専攻した。
かつてはプロダクション・エース、クロコデイルに所属していた。

## 人物
趣味は映画鑑賞、ゲーム、読書。
特技はジャズダンス、タップダンス。NHKの『紅白歌合戦』などでバックダンサーを務めた経験もある。
好きな食べ物は肉、おでん。
同じ事務所に所属する声優の石原夏織とは幼馴染。

## 出演
太字はメインキャラクター。

### テレビアニメ
2017年
- ラブライブ!サンシャイン!!（女子生徒）

2018年
- 結城友奈は勇者である -勇者の章-

2019年
- ダイヤのA actII（女子生徒）

2021年
- はたらく細胞BLACK（血小板）

2022年
- バンドリ! ガールズバンドパーティ! 5th Anniversary Animation -CiRCLE THANKS PARTY!-（女の子C）
- Do It Yourself!! -どぅー・いっと・ゆあせるふ-（従業員）

2023年
- ノケモノたちの夜（ハリエット）
- アイドリッシュセブン Third BEAT!（観客）
- ツンデレ悪役令嬢リーゼロッテと実況の遠藤くんと解説の小林さん（生徒C）
- お兄ちゃんはおしまい!（長瀬みやこ）
- 六道の悪女たち（みゆ）
- 悲劇の元凶となる最強外道ラスボス女王は民の為に尽くします。（参列者）

2024年
- 真の仲間じゃないと勇者のパーティーを追い出されたので、辺境でスローライフすることにしました2nd（ヒロイン）
- 魔王学院の不適合者 II 〜史上最強の魔王の始祖、転生して子孫たちの学校へ通う〜（リシウスの娘）

### 劇場アニメ
- ラブライブ!サンシャイン!! The School Idol Movie Over the Rainbow（2019年、女子生徒）
- 劇場版アイドリッシュセブン LIVE 4bit BEYOND THE PERiOD（2023年）

### Webアニメ
- 宮河家の空腹（2013年、水島だいすけ）
- レゴ ニンジャゴー（2018年）
- チャンチホチャレンジチャンネル（2023年 - 、ハルミ[9]、ヌオー[10]、ヤドンのおもちゃ[10]）
- カイリューとゆうびんやさん（2025年）

### ゲーム
2015年
- メイデンクラフト（鷹羽忍）

2016年
- ウィッチ・アームス〜魔法少女は眠れない〜（鷹羽忍）

2017年
- ファントム オブ キル（ミネルヴァ）

2018年
- WAR OF BRAINS（尖照神 メドゥーサ）
- ダンジョンに出会いを求めるのは間違っているだろうか 〜メモリア・フレーゼ〜
- ソードアート・オンライン フェイタル・バレット（アファシス〈お嬢様系〉）

2019年
- 妖怪百姫たん!（磯撫で）

2020年
- 誰ガ為のアルケミスト（ミネルヴァ）
- 天空のクラフトフリート（アスタ）

2021年
- 探偵撲滅（華族探偵）
- エゴエフェクト:フラクタス（坂本杏奈）

2022年
- インクオン(Ink on)（鏡味虹花、燐火）
- 映画「五等分の花嫁」 〜君と過ごした五つの思い出〜
- フェアリーフェンサー エフ Refrain Chord（マリサ）
- テイルズウィーバー：SecondRun（ネロリー、桜花）
- グルーヴコースター ワイワイパーティー!!!!（ユメ〈2代目〉）

2023年
- Against War（副官モリルナ）
- 五等分の花嫁 〜彼女と交わす五つの約束〜
- セガNET麻雀 MJ（サンアンコウ）

2025年
- ファントム オブ キル -オルタナティブ・イミテーション-（ミネルヴァ）

### ドラマCD
- 宮河家の空腹 ヒャダインこと前山田健一が作曲したサウンドトラック シリーズ構成の待田堂子による新規撮り下ろしオリジナルドラマ 未放送のラジオ特別版を収録したCD（2013年、水島だいすけ）
- はたらく細胞BLACK〔Blu-ray/DVD完全生産限定版第2巻・第3巻特典オリジナルドラマCD〕（2021年、血小板）
- 猫とスピカ（2021年）

### オーディオブック

#### 小説
- 扉は閉ざされたまま（2017年、碓氷優佳）
- 青くて痛くて脆い（2019年）
- かがみの孤城（2019年、リオンの母）
- medium 霊媒探偵城塚翡翠（2020年、舞衣）

#### その他
- 宇宙人が教える ポジティブな地球の過ごし方（2022年）[15]
- 10歳からの 考える力が育つ20の物語 童話探偵ブルースの「ちょっとちがう」読み解き方（2022年、朗読[16]）
- ウクライナから来た少女 ズラータ、16歳の日記（2023年、朗読[17]）

### PV・CM
- Renta!『絆の聖女は信じたい～無個性の聖女は辺境の街から成り上がる～』PV（2023年、ナレーション）
- Renta!『王宮を追放された聖女ですが、実は本物の悪女は妹だと気づいてももう遅い ～私は価値を認めてくれる公爵と幸せになります～』PV（2023年、ナレーション）

### 朗読劇
- イベント『アサルトリリィ Last Bullet READING & LIVE 残響のスキャルドメール 〜命の証明・未来への共鳴〜』朗読劇（2024年10月20日、昭和大学上條記念館 上條ホール） - エレンスゲ司令部 役[注 1]。

### テレビ番組
- ハマスカ放送部（2024年10月8日、テレビ朝日）[19]

### ラジオ番組
※はインターネット配信。
- ヴァイナル・ミュージック〜歌謡曲2.0〜〔水曜（火曜深夜）〕（2022年1月19日[20]、2022年2月2日[21]、2022年12月28日[22]、文化放送） - 豊田萌絵の代打パーソナリティ
- 豊田萌絵 with もえころがし（2024年、超!A&G+ ※） - 5月マンスリーアシスタント[23]

### Web番組
- アニ☆ゆめnano（2013年 - 2015年）
- タイトー音ゲー部（2022年 - ）[24]

## ディスコグラフィ

### キャラクターソング
| 発売日         | 商品名                             | 歌 | 楽曲                       | 備考                                                             |
| -------------- | ---------------------------------- | --- | -------------------------- | ---------------------------------------------------------------- |
| 2018年1月31日  | Journey to the Sunshine            | Aqoursと浦の星の仲間たち | 「勇気はどこに?君の胸に!」 | テレビアニメ『ラブライブ!サンシャイン!!』第2期エンディングテーマ |
| 2018年8月10日  | ファントム オブ ラブ               | エルキュール（新田ひより）、ミネルヴァ（小田果林）、フライシュッツ（大地葉）、ダモクレス（山田奈都美）、スイハ（近藤玲奈）、ネス（小松ゆうり）、グラーシーザ（渡辺明佳） | 「ファントム オブ ラブ」   | ゲーム『ファントム オブ キル』関連曲                             |
| 2018年8月10日  | ファントム オブ ラブ               | ミネルヴァ（小田果林）、ダモクレス（山田奈都美） | 「Eeryday☆ファンキル」     | ゲーム『ファントム オブ キル』関連曲                             |
| 2023年10月29日 | HARDCORE TANO*C 20周年記念CD「20」 | Srav3R & DJ Myosuke feat. ユメ（小田果林） & ユウ（高槻みゆう） | 「カラフルビート」         | ゲーム『グルーヴコースター ワイワイパーティー!!!!』関連曲        |

### その他参加楽曲
| 発売日        | 商品名       | 歌                  | 楽曲             | 備考                               |
| ------------- | ------------ | ------------------- | ---------------- | ---------------------------------- |
| 2015年5月23日 | 我が道よ2015 | AMG坂本★猫侍★歌劇団 | 「我が道よ2015」 | テレビドラマ『猫侍 SEASON2』主題歌 |

### ユニットメンバー
1. ↑  高海千歌（伊波杏樹）、桜内梨子（逢田梨香子）、松浦果南（諏訪ななか）、黒澤ダイヤ（小宮有紗）、渡辺曜（斉藤朱夏）、津島善子（小林愛香）、国木田花丸（高槻かなこ）、小原鞠莉（鈴木愛奈）、黒澤ルビィ（降幡愛）
2. ↑  高海志満（阿澄佳奈）、高海美渡（伊藤かな恵）、よしみ（松田利冴）、いつき（金元寿子）、むつ（芹澤優）、しいたけ（麦穂あんな）、解答者A（山北早紀）、解答者B（千本木彩花）、その他女子生徒（三宅晴佳、嶺内ともみ、小松奈生子、岡咲美保、続木友子、小野寺瑠奈、原口祥子、米山明日美、二ノ宮愛子、樋口桃、木本久留美、成岡正江、小田果林、内田愛美、森永たえこ）
3. ↑  林広太朗、山下雄輝、手島一将、中村慈、天塚ゆうひ、小田果林、鈴木綾音、本居真優